# Staroje Chorabrawa
Staroje Chorabrawa (biał. Старое Хорабрава; ros. Старое Хороброво, Staroje Chorobrowo; pol. hist. Chorobrowo; ros. hist. Хоробровка, Chorobrowka) – wieś na Białorusi, w obwodzie witebskim, w rejonie orszańskim, w sielsowiecie Zabałaccie. Od wschodu graniczy z Orszą.
Wieś położona jest pomiędzy linią kolejową Moskwa – Mińsk – Brześć, na której znajduje się tu przystanek kolejowy Chorabrawa, a kolejową obwodnicą Orszy i torami orszańskiego węzła kolejowego, z każdej strony będąc otoczona torowiskiem. Obok wsi przebiega droga republikańska R15.

## Historia
W XIX i w początkach XX w. majątek ziemski należący do Chludzińskich, położony w Rosji, w guberni mohylewskiej, w powiecie orszańskim. Następnie w granicach Związku Sowieckiego. Od 1991 w niepodległej Białorusi.